# Acanthaxius amakusana
Acanthaxius amakusana är en kräftdjursart som först beskrevs av Miyake och Sakai 1967.  Acanthaxius amakusana ingår i släktet Acanthaxius och familjen Axiidae. Inga underarter finns listade i Catalogue of Life.